# Ситцева
Ситцева — деревня в Нязепетровском районе Челябинской области России. Административный центр Гривенского сельского поселения. 

## География
Находится примерно в 35 км к юго-юго-востоку (SSE) от районного центра, города Нязепетровск, на высоте 374 метров над уровнем моря.

## Население
| 2002 | 2010 |
| ---- | ---- |
| 959  | ↘756 |

По данным Всероссийской переписи, в 2010 году численность населения деревни составляла 756 человек (371 мужчина и 385 женщин).

## Улицы
Уличная сеть деревни состоит из 14 улиц и 1 переулка.